# Venafro
Venafro (nápolyiul: Venafrë) község (comune) Olaszország Molise régiójában, Isernia megyében.

## Fekvése
A megye délnyugati részén fekszik. Határai: Capriati a Volturno, Ciorlano, Conca Casale, Mignano Monte Lungo, Pozzilli, San Pietro Infine, San Vittore del Lazio és Sesto Campano. A település a Monte Santa Croce (1026 m) lábainál fekszik a Volturno és San Bartolomeo folyók völgyében. Gyakran Molise kapujának (Porta di Molise) is nevezik mivel a Lazióból és Campaniából a régióba vezető utak mentén fekszik.

## Története
A települést a szamniszok alapították Venafrum néven. A római polgárháborúk idején többször is kifosztották. Augustus uralkodása alatt római colonia lett Colonia Augusta Julia Venafrum néven. A Nyugatrómai Birodalom bukása után a longobárdok, majd normannok fennhatósága alá került. A középkorban nápolyi nemesi családok birtoka volt. Az 5. századtól püspöki székhely. A 19. században nyerte el önállóságát, amikor a Nápolyi Királyságban felszámolták a feudalizmust. A második világháborúban az angol-amerikai légierő súlyos bombatámadást intézett a város ellen, mivel összetévesztették a németek által erődítményként tartott Monte Cassinóval.

## Népessége
A népesség számának alakulása:

## Főbb látnivalói
A város legtöbb látnivalója a középkori városközpont területén fekszik: 
- Castello – a 10. század elején építették a longobárdok, majd a 14-15. században kibővítették
- Római amfiteátrum – 15 000 néző befogadására épült
- Római színház – a 60 m átmérőjű nézőtéren 3500 ember fért el
- Római vízvezeték maradványai
- Nemesi paloták: Palazzo Caracciolo és Palazzina Liberty
- Katedrális (duomo) – az 5 században épült, majd a 14. század során átépítették
- Santa Maria Annunziata-templom – a 14. században épült